# Bo Reicke
Bo Ivar Reicke, född 31 juli 1914 i Stockholm, död 17 maj 1987, var en svensk teolog och bibelforskare.
Reicke blev filosofie kandidat 1938, teologie kandidat 1941, prästvigdes samma år, och disputerade 1946 vid Uppsala universitet för teologie doktorsgrad. Han var docent i nytestamentlig exegetik i Uppsala 1946-1953 och var professor i Nya Testamentet vid universitetet i Basel från 1953 till 1984.